# Zielona (Lubliniec)
Zielona – dzielnica Lublińca położona w północno-zachodniej części miasta. Dominuje w niej zabudowa jednorodzinna. Dzielnica ta graniczy z dzielnicami: Steblów, Lipie i Śródmieście oraz z blokowiskiem (osiedlem) 3 Maja.

## Nazwa
W alfabetycznym spisie miejscowości na terenie Śląska wydanym w 1830 roku we Wrocławiu przez Johanna Knie wieś występuje pod obecnie używaną, polską nazwą Zielona.